# Alfred Bayer (Staatssekretär)
Alfred Bayer (* 8. März 1933 in München) ist ein deutscher Ministerialbeamter und Manager. Er war Staatssekretär im Bundesverkehrsministerium und Vorsitzender der CSU-nahen Hanns-Seidel-Stiftung.

## Leben
Bayer, Sohn von Anna Bayer, geborene Sigl, und Georg Bayer, besuchte eine höhere Schule, studierte nach dem Abitur 1952  Wirtschaftswissenschaften für das Lehramt an der Ludwig-Maximilians-Universität München und legte 1957 das Staatsexamen ab. Er wurde Mitglied der katholischen Studentenverbindung Rhaetia München.
Anschließend war er als Beamter im städtischen Schuldienst in München tätig. In den 1960er Jahren beriet Bayer den CSU-Generalsekretär Anton Jaumann in Wirtschaftsfragen und wurde von diesem nach dessen Ernennung zum Finanzstaatssekretär 1969 als Mitarbeiter ins Bayerische Staatsministerium der Finanzen geholt. 1970 wurde er wirtschaftspolitischer Grundsatzreferent Jaumanns im Staatsministerium für Wirtschaft und Verkehr. 1976 wurde er als Ministerialdirektor zum Amtschef des Wirtschaftsministeriums ernannt.
Nach dem Antritt der Bundesregierung unter Helmut Kohl (CDU) 1982 wurde Bayer 1983 Staatssekretär unter Minister Werner Dollinger (CSU) im Bundesverkehrsministerium in Bonn. Als Staatssekretär war er zudem im Aufsichtsrat der Lufthansa.
Im Jahr 1987 schied er aus der Bundesregierung aus und wurde zum Vorstandsvorsitzenden der Isar-Amperwerke in München ernannt. In dieser Funktion trieb er das Engagement der Werke in den neuen Bundesländern und die Diversifikation voran. Zum 31. Mai 1997 schied er aus dem Unternehmen aus. Er war zudem Aufsichtsratsvorsitzender der Erdgas Südbayern GmbH und Mitglied des Aufsichtsrates der Bayerischen Zugspitzbahn AG.
Von 1994 bis 2004 war Alfred Bayer zudem Vorsitzender der CSU-nahen Hanns-Seidel-Stiftung. In seine Amtszeit fiel dabei u. a. die Ausweitung der Stiftungsaktivitäten nach Osteuropa und der Bau des 26 Millionen D-Mark teuren Konferenzzentrums der Stiftung in München. Er ist derzeit Kuratoriumsvorsitzender der Erich-und-Erna-Kronauer-Stiftung in Schweinfurt und Kuratoriumsmitglied der Hochschule für Politik München (HfP).
Er ist Hauptmann der Reserve. Bayer ist seit 1960 mit Elfriede Bayer, geborene Buchberger, verheiratet und römisch-katholisch.

## Auszeichnungen
- 1985: Verdienstkreuz 1. Klasse der Bundesrepublik Deutschland
- 1991: Großes Verdienstkreuz mit Stern der Bundesrepublik Deutschland
- Bayerischer Verdienstorden

## Schriften (Auswahl)
- als Hrsg. mit Manfred Baumgärtel: Weltanschauung und politisches Handeln. Hanns Seidel zum 100. Geburtstag. Atwerb Verlag, Grünwald 2001, ISBN 3-928561-87-1.